# MSI1
MSI1 (англ. Musashi RNA binding protein 1) – білок, який кодується однойменним геном, розташованим у людей на короткому плечі 12-ї хромосоми. Довжина поліпептидного ланцюга білка становить 362 амінокислот, а молекулярна маса — 39 125.
| 10         |  | 20         |  | 30         |  | 40         |  | 50         |
| ---------- |  | ---------- |  | ---------- |  | ---------- |  | ---------- |
| METDAPQPGL |  | ASPDSPHDPC |  | KMFIGGLSWQ |  | TTQEGLREYF |  | GQFGEVKECL |
| VMRDPLTKRS |  | RGFGFVTFMD |  | QAGVDKVLAQ |  | SRHELDSKTI |  | DPKVAFPRRA |
| QPKMVTRTKK |  | IFVGGLSVNT |  | TVEDVKQYFE |  | QFGKVDDAML |  | MFDKTTNRHR |
| GFGFVTFESE |  | DIVEKVCEIH |  | FHEINNKMVE |  | CKKAQPKEVM |  | SPTGSARGRS |
| RVMPYGMDAF |  | MLGIGMLGYP |  | GFQATTYASR |  | SYTGLAPGYT |  | YQFPEFRVER |
| TPLPSAPVLP |  | ELTAIPLTAY |  | GPMAAAAAAA |  | AVVRGTGSHP |  | WTMAPPPGST |
| PSRTGGFLGT |  | TSPGPMAELY |  | GAANQDSGVS |  | SYISAASPAP |  | STGFGHSLGG |
| PLIATAFTNG |  | YH         |  |            |  |            |  |            |

A: Аланін

C: Цистеїн

D: Аспарагінова кислота

E: Глутамінова кислота

F: Фенілаланін

G: Гліцин

H: Гістидин

I: Ізолейцин

K: Лізин

L: Лейцин

M: Метіонін

N: Аспарагін

P: Пролін

Q: Глутамін

R: Аргінін

S: Серин

T: Треонін

V: Валін

W: Триптофан

Кодований геном білок за функцією належить до фосфопротеїнів. 
Задіяний у такому біологічному процесі, як ацетилювання. 
Білок має сайт для зв'язування з РНК. 
Локалізований у цитоплазмі, ядрі.